# قصيدة المساء
قصيدة المساء من عيون الشعر العربي الحديث، ألفها الشاعر اللبناني إيليا أبو ماضي، يُظْهِرُ فيها فلسفته ونظرته إلى الحياة، حيث يدرك أن كثيراً من البشر (ممثلين بشخصية سلمى) يعيشون في شقاء وتعاسة، لأنّهم لا يرون إلّا الألوان القاتمة من الطبيعة، ويقضون حياتهم في أوهام لا مبرّر لها، في حزنٍ على الماضي،  وخوف من المستقبل، فيدعوهم من خلال القصيدة إلى التفاؤل والأمل  والتمتع بجمال الطبيعة.

## مؤلف القصيدة
إيليا أبو ماضي (1889 أو 1890 - 23 نوفمبر 1957) شاعر عربي لبناني يعتبر من أهم شعراء المهجر في أوائل القرن العشرين.

## الموسيقا
للقصيدة موسيقا خاصة بسبب تنوع القوافي ونظام القطع الشعرية المتنوعة، زادها تميّزاً تكرار تفعيلة البحر الكامل (متفاعلن) لأربع مرات في كل بيت شعرّي.

## القصيدة
قصيدة المساء:
- السحبُ تركضُ في الفضاءِ الرّحبِ ركضَ الخائفينْ

والشمسُ تبدو خلفها صفراءَ عاصبةَ الجبينْ
والبحرُ ساجٍ صامتٌ فيه خشوعُ الزاهدينْ
لكنّما عيناكِ باهتتان في الأفقِ البعيدْ
سلمى... بماذا تفكّرينْ؟
سلمى... بماذا تحلمينْ؟
- أرأيتِ أحلامَ الطفولةِ تختفي خلفَ التّخومْ؟

أم أبصرتْ عيناك أشباحَ الكهولةِ في الغيومْ؟
أم خفتِ أن يأتيَ الدّجى الجاني ولا تأتي النجومْ؟
أنا لا أرى ما تلمحينَ من المشاهدِ إنّما
أظلالها في ناظريكِ
تنمُّ، يا سلمى، عليكِ
- إنّي أراكِ كسائحٍ في القفرِ ضلّ عن الطّريقْ

يرجو صديقاً في الفـلاة، وأين في القفرِ الصديقْ
يهوى البروقَ وضوءها، ويخافُ تخدعهُ البروقْ
بل أنتِ أعظمُ حيرةٍ من فارسٍ تحت القتامْ
لا يستطيعُ الانتصارْ
و لا يُطيقُ الانكسارْ
- هذي الهواجسُ لم تكن مرسومةً في مُقلتيكِ

فلقد رأيتكِ في الضّحى ورأيتهُ في وجنتيكِ
لكنْ وجدتكِ في المساء وضعتِ رأسكِ في يديكِ
وجلستِ في عينيك ألغازٌ، وفي النّفس اكتئابْ
مثل اكتئاب العاشقينْ
سلمى... بماذا تفكّرينْ؟
- بالأرضِ كيف هوَتْ عروشُ النّورِ عن هضباتها؟

أم بالمروجِ الخضرِ سادَ الصّمتُ في جنباتها؟
أم بالعصافيرِ التي تعدو إلى وكناتها؟
أم بالمسا؟ إنّ المسا يُخفي المدائنَ كالقرى
والكوخَ كالقصرِ المكينْ
والشّوكُ مثل الياسمينْ
- لا فرقَ عند اللّيل بين النهرِ والمستنقعْ

يُخفي ابتساماتِ الطروبِ كأدمعِ المتوجّعْ
إنّ الجمالَ يغيبُ مثل القبحِ تحتَ البّرقعْ
لكنْ لماذا تجزعينَ على النهارِ وللدّجى
أحلامهُ ورغائبهْ
وسماؤهُ وكواكبهْ؟
- إن كان قد ستر البلادَ سهولها ووعورها

لم يسلبِ الزهرَ الأريج ولا المياه خريرها
كلّا، ولا منعَ النّسائمَ في الفضاءِ مسيرها
ما زالَ في الورقِ الحفيفُ وفي الصّبا أنفاسها
والعندليب صداحهُ
لا ظفره وجناحهُ
- فاصغي إلى صوتِ الجداولِ جارياتٍ في السّفوحْ

واستنشقي الأزهارَ في الجنّاتِ ما دامت تفوحْ
وتمتّعي بالشّهبِ في الأفلاكِ ما دامتْ تلوحْ
من قبلِ أن يأتيَ زمانٌ كالضّبابِ أو الدّخانْ
لا تبصرينَ به الغديرْ
ولا يلذّ لك الخريرْ
- لتكن حياتك كلّها أملا جميلا طيّبا

ولتملإ الأحلام نفسك في الكهولة والصّبى
مثل الكواكب في السماء وكالأزاهر في الرّبى
ليكن بأمر الحبّ قلبك عالما في ذاته
أزهاره لا تذبلْ
ونجومه لا تأفلْ
- ماتَ النهارُ ابن الصباحِ فلا تقولي كيف ماتْ

إنّ التأمّل في الحياةِ يزيدُ أوجاعَ الحياةْ
فدعي الكآبة والأسى واسترجعي مرحَ الفتاةْ
قد كان وجهك في الضّحى مثل الضّحى مُتهلّلا
فيه البشاشةُ والبهاءْ
ليكن كذلكَ في المساءْ

## وصلات خارجية
- صفحة الشاعر إيليا أبو ماضي على موقع أبجد
- صفحة اقتباسات الشاعر إيليا أبو ماضي على موقع أبجد